# Willamette Egyetem Jogi Főiskola
A Willamette Egyetem Jogi Főiskolája 1883-ban jött létre az Amerikai Egyesült Államok Oregon államának Salem városában. A campus a Kapitóliummal és a Legfelsőbb Bírósággal szemközt, a Truman Wesley Collins Jogi Központban található. Hallgatóinak egyharmada gólya.
Teljes- és részidős jogászdoktor és jogi mesterképzés mellett az Atkinson Intézettel közösen JD-MBA-képzést is kínál, amely külön-külön hat, vagy az összevont szakon négy év alatt végezhető el.
Legrégebbi folyóirata a Willamette Law Review. Az egyetem 2022-es adatai szerint a végzettek 84,69%-a a diplomaszerzést követő kilenc hónapon belül munkába állt.

## Története

### Megalapítása
1866 júliusában az egyetem igazgatósága megvizsgálta egy jogi egység létrehozásának lehetőségét (korábban a hallgatók egy ügyvéd gyakornokaként tanultak). Ugyan kezdetben az egyetemnek nem volt jogi iskolája, 1866-ban Matthew Deady (a jogi főiskola egyik alapítója) politikus jogdoktori címet szerzett.
A főiskolát 1883-ban alapították; első dékánja 1888-ig William Marion Ramsey volt 1884 áprilisában az igazgatótanács az éves tandíjat ötven dollárban állapította meg. Az első három oktató George H. Burnett (szerződések, kereskedelmi jog és kárügyek), J. T. Gregg (bizonyítás és szokásjog), valamint William H. Holmes (tengerjog és büntetőjog) volt.
Az első évfolyamnak három hallgatója volt; Charles A. Packenham 1886-ban végzett. A főiskola a Kaliforniai Egyetem Jogi Főiskolája után a Nyugat-USA második legrégebbi jogi iskolája. 1923-ig a Waller épületben működött.
1898-ban 17, míg 1903 és 1905 között nulla hallgatója volt. Ramsey 1888-ban lemondott a dékáni posztról, utódja George G. Bingham lett, akit 1891-ben hallgatója, Samuel T. Richardson váltott. 1892-től nőket is felvettek; az első két nő (Olive S. England és Gabrielle Clark) 1898-ban végzett. Anna Carson 1899-ben diplomázott.

### Akkreditáció
1902-ben Richardson dékán távozott; utódja a pozíciót 1907-ig betöltő John W. Reynolds lett. 1908 és 1913 között Charles L. McNary, 1913 és 1927 között pedig a leendő kerületi ügyész, Isaac Homer Van Winkle vezette az intézményt.
1923 és 1938 között az iskola az Eaton épületben működött. A főiskolát 1938-ban akkreditálta az Amerikai Ügyvédi Kamara, 1946-ban pedig a Jogi Iskolák Szövetségének tagja lett. 1938 és 1967 között székhelye az egykori postán, a Gatke épületben volt.

### A hallgatói létszám növekedése
A második világháború miatt 1943 és 1945 között mindössze öten végeztek; mivel a Gatke épületet a haditengerészet használta, az oktatás a könyvtárban zajlott. 1946-ban 92 hallgatója volt.
Az 1960-as években 185 hallgatója volt; a növekedés miatt egy új létesítmény felépítésére a vezetőség alapítványt hozott létre. 1965-től alapdiploma helyett az USA-ban addigra általánossá vált jogászdoktori diplomát adtak ki.

### Jogi központok
1967 szeptemberében átadták az 1,1 millió dolláros beruházás keretében elkészült Truman Wesley Jogi Központot. A Marion megyei Bíróság korábbi épületének lebontása miatt ide került át a Iustitiát ábrázoló Lady Justice szobor. James L. Malone 1967–1968-ban volt dékán. Utódja, a pozíciót ez 1971-ig betöltő Arthur B. Custy felvételi követelményként szabta az alapfokú diplomát és a felvételi vizsgát. A Vitarendezési Központ 1984-ben nyílt meg.
A 2008-ban megnyílt Oregoni Polgári Igazságügyi Központban van a Willamette Law Review folyóirat székhelye. 2012-ben részidős képzés indult, valamint a 3+3 képzési programban a partnerintézetekbe is be lehet iratkozni. Ennek keretében a hallgatók az első három évben megszerzik alapfokú diplomájukat, majd a negyedik évben megkezdik jogi tanulmányaikat.

## Oktatás

### Képzések
A jogászképzés három év alatt, vagy részidőben összesen hat év alatt végezhető el; beiratkozni csak az őszi félévben lehet. Az Atkinson Intézettel közös képzésben a jogász és MBA-képesítések hat helyett négy év alatt megszerezhetőek. A jogi főiskolát az Amerikai Ügyvédi Kamara akkreditálta.
A 3+3 képzési programmal a Willamette Egyetem bölcsészettudományi főiskoláján, az Oregoni Állami Egyetemen, az OSU Cascadesen, valamint az Alaszkai Egyetem anchorage-i telephelyén a jogász végzettség mellett alapfokú diploma is szerezhető.
A vitarendezési központban arbitrázs, tárgyalás és mediáció tárgyában végezhető kutatómunka. A központot a U.S. News & World Report a 7. helyre sorolta.
A jogi tanácsadó programban a hallgatók valós ügyeken dolgozhatnak üzleti jog, trösztök, család- és gyermekvédelem, valamint emberi jogok és bevándorlás témakörökben.
A hallgatók 1995-től Ecuadorban, 2002-től pedig Németországban is tanulhatnak.

#### LLM
A nemzetközi jogi mesterképzésben részt vevők az Atkinson Intézet MBA-képzéseire is beiratkozhatnak; két szakot (nemzetközi jog és vitarendezés) indítanak. A 26 kredites képzést fő- és részidőben is két év alatt kell elvégezni.

#### MLS
Az egyéves jogi tanulmányok mesterképzést olyan szakembereknek szánják, akik munkájukat jogi keretrendszerben végzik. A hallgatók a kirendelt tanácsadóval közösen állítják össze képzési tervüket.

#### Szakképzések
A JD és a JD-MBA-képzésben részt vevők is beiratkozhatnak a vitarendezési, üzleti jogi, nemzetközi és összehasonlító jogi, fenntarthatósági jogi és közjogi szakképzésekre. A 2002-ben indult specializációk elvégzéséről tanúsítványt állítanak ki.

### Statisztikák

#### Felvételi körülmények és rangsorok
A teljes és részidős jogászdoktori képzésre folyamatosan lehet jelentkezni. 2016-ban a jelentkezők 74%-át vették fel; a felvételi vizsgák pontszáma 148–155 közé esett (25–75. percentilis), a medián pontszám 151 volt.
A U.S. News & World Report 2007-ben és 2010-ben skálája harmadik kategóriájába, a The Princeton Review 2008-ban a régebbi hallgatók számára befogadó intézmények között a hatodik helyre sorolta. 2024-ben a U.S. News & World Report a 155. legjobb jogi iskolának nevezte.

#### Munkába állás
Az egyetem által az ügyvédi kamarának átadott 2022-es jelentés szerint a diplomát szerzők 84,69%-a állt munkába kilenc hónapon belül. A 2022-es átláthatósági jelentés szerint a végzettek 14,3%-a munkanélküli, nem a szakmában dolgozik vagy továbbtanul.

### Tandíj
A 2023–24-es tanévben az egészségbiztosítást, lakhatást és egyéb díjakat is magában foglaló tandíj összege 79 910 dollár. Az egyetem átláthatósági jelentése szerint a hároméves képzés 246 301 dollárba kerül.

## Létesítmények

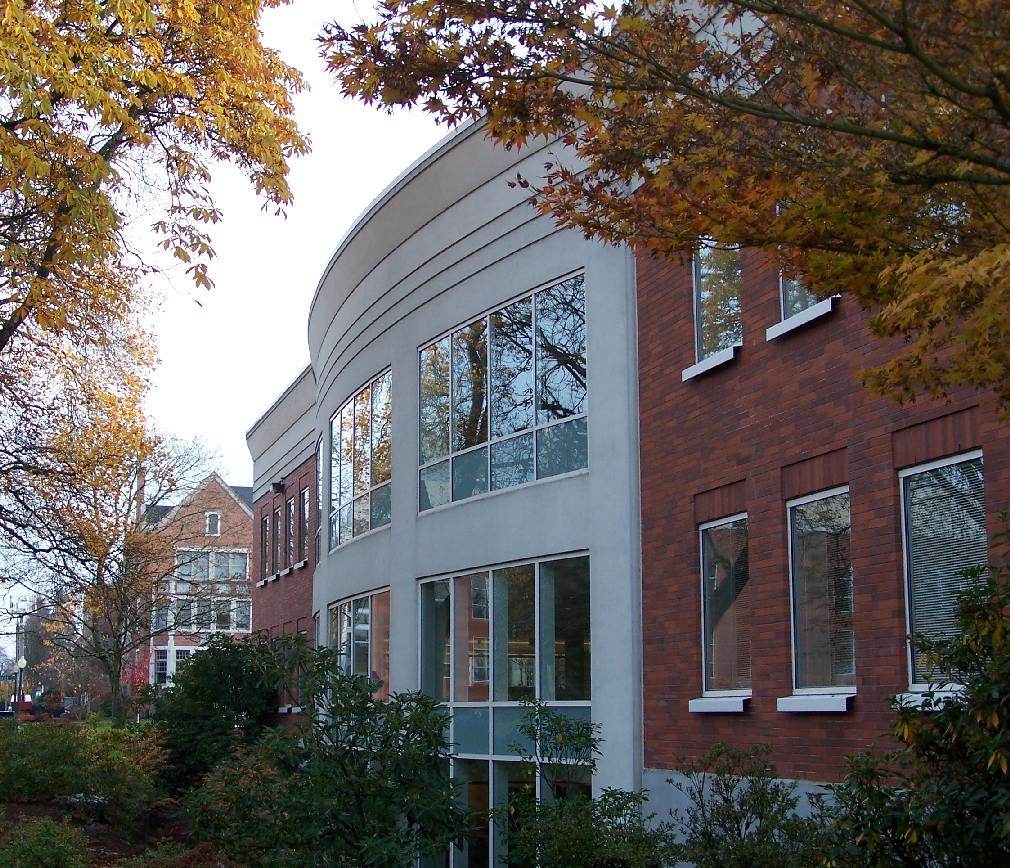
J. W. Long Könyvtár

Az intézmény elsődlegesen a Truman Wesley Collins Jogi Központban működik.

### Oregoni Polgári Igazságügyi Központ
A 2008-ban átadott létesítmény a Truman Wesley Collins Jogi Központtól egy sarokra fekszik. Az 1912-ben Carnegie könyvtárként használt épületet négymillió dollár értékben alakították át. Itt találhatók a demokráciakutató, vallásjogi, vitarendező és közjogi központok, a jogsegélyiroda, valamint a Willamette Law Review szerkesztősége. Az intézmény célja a közösségformálás.

### Könyvtár
A J. W. Long Könyvtárban 296 ezer szövetségi és állami forrásból származó kötet és mikrofilm, valamint értekezések, folyóiratok és másodlagos jogi források találhatók meg. Különgyűjteményeiben adó-, munka- és nemzetközi közjogi dokumentumok is megtalálhatók, emellett szövetségi tárolókönyvtárként is szolgál. A forráskönyvtárosok által kezelt háromszintes létesítményben tanulószobák, videós tárgyalók, konferenciatermek és számítógépes laboratóriumok is vannak.
A nyilvánosság a könyvtárosok felügyelete mellett látogathatja. A joghallgatók hozzáférhetnek a Mark O. Hatfield Könyvtár, a Legfelsőbb Bíróság Könyvtára, valamint az állami könyvtár és levéltár gyűjteményeihez is.

## Folyóiratok
A főiskola több folyóiratot is megjelentet:
- Willamette Environmental Law Journal: 2012 óta évente kétszer, online kiadott környezeti jogi folyóirat[37]
- Willamette Journal of International Law and Dispute Resolution: 1992 óta kiadott, vitarendezésre szakosodott kiadvány[36][38]
- Willamette Journal of Social Justice and Equity: Oregon első társadalmi igazságossággal foglalkozó folyóirata; a 2016-ban alapított lap első számát 2017 telén tervezték kiadni,[39] végül 2018 januárjában jelent meg[40]
- Willamette Law Review: 1959-ben alapították; évente négyszer jelent meg,[36] azonban 2020-tól a nyári számot elhagyták;[41] szerkesztősége évente jogi szimpóziumot szervez[42]
- Willamette Sports Law Journal: 2004-ben alapították; az északnyugat-csendes-óceáni régió első sportjogi folyóirata volt;[43] 2016-ban, a kiadó hallgatói szervezet felszámolásával megszűnt[44]
- Willamette Lawyer: minden ősszel megjelenő öregdiák-magazin[45]
- Willamette Law Online: a térség jogászai számára perösszefoglalókat biztosító előfizetéses szolgáltatás[46]

## Nevezetes személyek

### Hallgatók
- Bob Mionske, ügyvéd, olimpikon[47]
- Bruce Botelho, az Alaszka állambeli Juneau egykori polgármestere[48]
- Conde McCullough, hídmérnök[49]
- Fern Hobbs, Oswald West kormányzó titkára[50]
- Jay Bowerman, Oregon korábbi kormányzója[51]
- Jay Inslee, Washington állam kormányzója[52]
- Joshua Kindred, alaszkai kerületi bíró[53]
- John Mizuno, a hawaii képviselőház alelnöke[54]
- Kevin Clarkson, Alaszka korábbi államügyésze[55]
- Leonardo Rapadas, Guam egykori államügyésze[56]
- Lesil McGuire, szenátor[57]
- Lisa Murkowski, szenátor[58]
- Norma Paulus, Oregon korábbi államminisztere[59]
- Paul De Muniz, a Legfelsőbb Bíróság egykori főbírája[60]
- Stephen K. Yamashiro, Hawaii állam Hawaii megyéjének egykori polgármestere[61]
- Wallace P. Carson Jr., a Legfelsőbb Bíróság korábbi főbírája[62]
- Willis C. Hawley, politikus[63]
- Virginia Linder, a Legfelsőbb Bíróság bírója[64]

### Oktatók
- Charles L. McNary, szenátor[65]
- Edwin J. Peterson, a Legfelsőbb Bíróság bírója[66]
- Hans A. Linde, a Legfelsőbb Bíróság bírója[67]
- Paul De Muniz, a Legfelsőbb Bíróság bírója[60]
- Susan M. Leeson, a Legfelsőbb Bíróság bírója[68]

## Fordítás
- Ez a szócikk részben vagy egészben  a   Willamette University College of Law című angol Wikipédia-szócikk ezen változatának fordításán alapul.  Az eredeti cikk szerkesztőit annak laptörténete sorolja fel. Ez a jelzés csupán a megfogalmazás eredetét és a szerzői jogokat jelzi, nem szolgál a cikkben szereplő információk forrásmegjelöléseként.